# Austrochernes australiensis
Espèce
Synonymes
- Chelifer australiensis With, 1905

Austrochernes australiensis est une espèce de pseudoscorpions de la famille des Chernetidae.

## Distribution
Cette espèce est endémique d'Australie. Elle se rencontre en Nouvelle-Galles du Sud ou au Queensland.

## Description
Les mâles mesurent de 4,16 à 4,42 mm.

## Étymologie
Son nom d'espèce, composé de australi[a] et du suffixe latin -ensis, « qui vit dans, qui habite », lui a été donné en référence au lieu de sa découverte, l'Australie.

## Publication originale
- With, 1905 : On Chelonethi, chiefly from the Australian region, in the collection of the British Museum, with observations on the "coxal sac" and on some cases of abnormal segmentation. Annals and Magazine of Natural History, sér. 7, vol. 15, p. 94-143 (texte intégral).